# Margegaj
Margegaj – wieś położona w południowo-wschodniej części Albanii w gminie Margegaj.